# AtheOS
AtheOS é um sistema operativo (no Brasil sistema operacional) regido pela licença GPL desenvolvido para computadores x86, inicialmente foi desenvolvido para ser um clone do AmigaOS, mas esse objetivo foi abandonado mais tarde. O projeto foi substituído pelo sistema operacional Syllable.

## História
Foi desenvolvido totalmente pelo programador Norueguês, Kurt Skauen, de 1994 a 2000, AtheOS foi anunciado ao mundo em março de 2000 no Usenet. Embora fosse licenciado como opensource, Skauen era mais hesitante a aceitar contribuições do público do que de outro projetos opensource, parando o desenvolvimento e o projeto foi considerado morto. Mas a disponibilidade do código fonte sob licença GPL permitiu que outros colaboradores lançassem o sistema operacional Syllable.

## Características
- seu próprio sistema de arquivos 64-bits com journaling, o AtheOS File System (chamado também por AFS)
- sustentação para SMP
- objeto orientado a arquitetura GUI
- sustentação para o padrão POSIX
- C++ orientado para API